# Cztery kobiety i pogrzeb
Cztery kobiety i pogrzeb (niem. Vier Frauen und ein Todesfall, 2005-obecnie) – austriacki serial kryminalny nadawany przez stację ORF 1 od 17 lutego 2005 roku. W Polsce nadawany na kanale AXN Crime.

## Opis fabuły
Przyjaciółki z austriackiego miasteczka: Henriette Caspar, Julie Zirbner, Maria Deng i Sabine Schösswender uczestniczą w każdym pogrzebie. Podejrzewają bowiem, że za zgonami kryją się przestępstwa. Starają się rozwikłać sprawy, które wzbudzają ich wątpliwości. Panie stosują przy tym niekonwencjonalne metody i kierują się intuicją.

## Obsada
- Adel Neuhauser jako Julie Zirbner
- Gaby Dohm jako Henriette Caspar
- Brigitte Kren jako Maria Deng
- Martina Poel jako Sabine Schösswender
- Stefanie Japp jako Mona Brand
- Julia Stinshoff jako Lola Brand
- Raimund Wallisch jako policjant Andreas Paulmichl
- Nike van der Let jako policjantka Petra Patterer

i inni